# Kleines Theater von Palea Epidavros

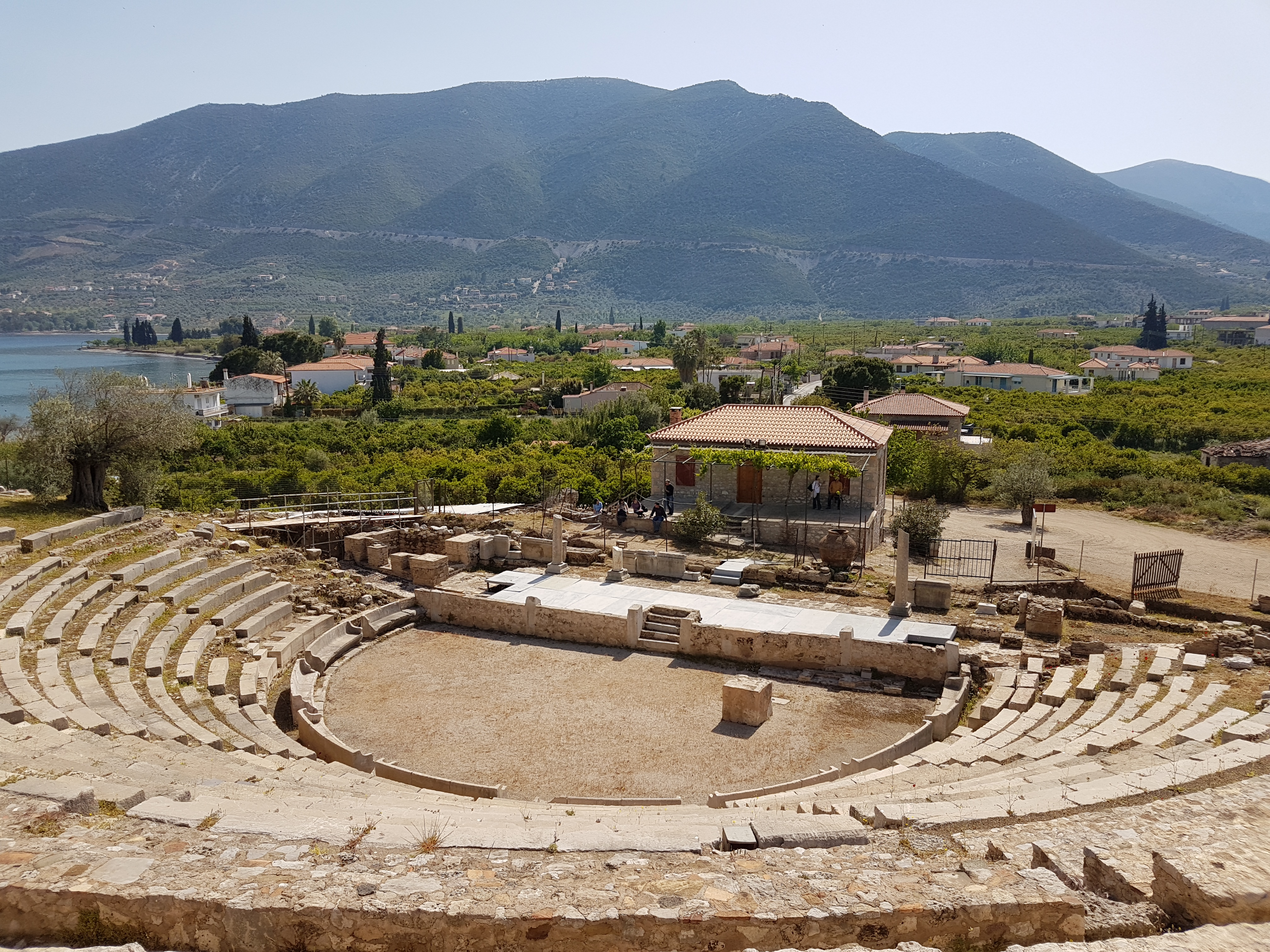
Kleines Theater von Palea Epidavros

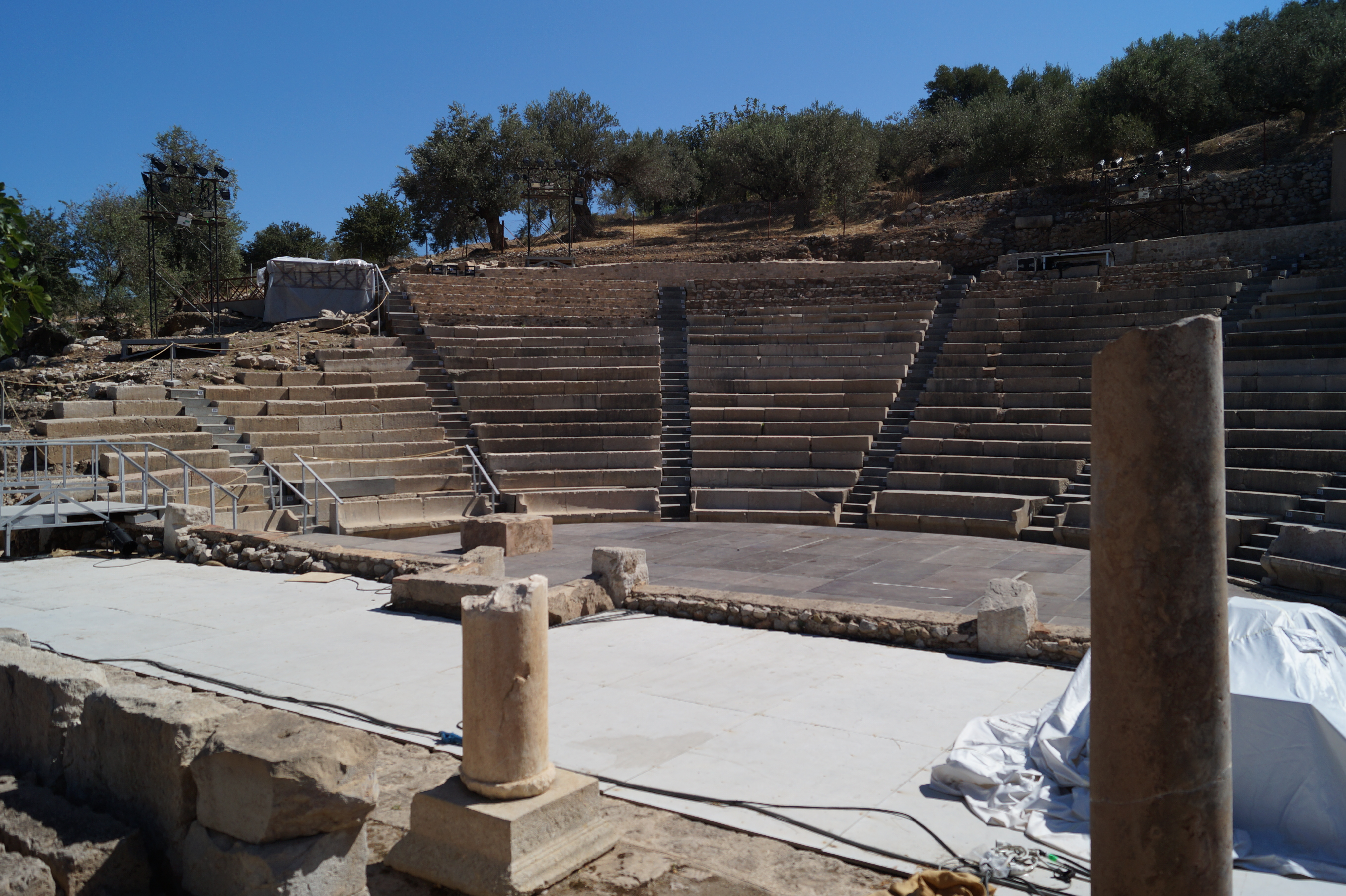
Blick von dem Bühnengebäude auf den Zuschauerraum

Das Kleine Theater von Palea Epidavros ( Μικρό θέατρο Παλαιάς Επιδαύρου) befindet sich am westlichen Ende der Akropolis der antiken Hafenstadt Epidauros etwa 500 m südöstlich des modernen Palea Epidavros. Da sich an den Sitzreihen über 1000 Inschriften befinden, wird es auch als das Sprechende Theater genannt. Es wird als klein bezeichnet, um es von dem nahe gelegenen größeren Theater von Epidauros beim Asklepieion von Epidauros zu unterscheiden.

## Beschreibung
Das Theater liegt westlich der Halbinsel Nisi, auf der sich die Akropolis von Epidauros befand. Ein in der Nachbarschaft gefundener Grenzstein der Agora zeigt, dass sich das Theater im Stadtzentrum befand. Es hatte einen halbrunden Grundriss, eine Breite von etwa 50 m und die Orchestra einen Durchmesser von etwa 18 m. Als Fundament für die Bänke diente ein Gemisch aus Schotter, Erde und einer Art Zement. Die unterste Sitzreihe war der Elite vorenthalten und verfügt über eine Rückenlehne. Die Sitzbänke haben eine Höhe von 0,34 m und die Sitzreihen einen Abstand von 0,70–0,79 m untereinander. Die Zuschauerblöcke verbreitern sich von der untersten zur obersten Reihe von 3 m auf 9,15 m. Da das Gelände hinter der obersten Reihe weiter ansteigt, konnten hier noch weitere Zuschauer Platz finden. Die Inschriften auf den Sitzreihen sind ein-, zwei-, drei- und selten vierzeilig. Sie enthalten oftmals neben einem Namen einen Titel oder Beruf und den Namen des Gottes Dionysos. Die Fassade der Theaterbühne sowie der untere Teil des Bühnengebäudes sind komplett erhalten.

## Geschichte
Ursprünglich hatte das Theater Holzbänke, die im Halbrund angeordnet waren, für die Zuschauer. Mitte des 4. Jahrhunderts v. Chr. wurden sie durch Bänke aus lokalem Kalkstein, der in einem Steinbruch nördlich der Akropolis gebrochen wurde, ersetzt. Der Zuschauerraum bot zu dieser Zeit etwa 800 Besuchern Platz. Die Wege wurden mit Steinplatten aus Poros gepflastert. Fast alle Bänke trugen Inschriften mit Namen von Honoratioren und Einwohnern, die sich bei dem Bau verdient gemacht hatten. Die häufige Erwähnung des Dionysos zeigt, dass das Theater diesem Gott geweiht war, mit dem von Pausanias erwähnten Dionysos-Heiligtum in Verbindung stand und rituellen und religiösen Zwecken diente. Im späten 3. Jahrhundert v. Chr. wurde das Theater erweitert und hatte nun etwa 1000 Sitzplätze. Auch aus dieser Zeit stammen einige Inschriften. Die Theaterbühne verfügte – für den Hellenismus typisch – über eine zweistöckige Skene und ein Proskenion.
Zur römischen Zeit im ersten oder zweiten nachchristlichen Jahrhundert wurde das Theater komplett umgebaut. Der Zuschauerraum, die sogenannte Cavea, wurde erweitert und hatte nun 18 Sitzreihen, die durch schmale Treppen in neun Zuschauerblöcke, den sogenannten Cuneus, geteilt wurden, und bot nun etwa 2000 Besuchern Platz. Über der hintersten Sitzreihe verlief ein einen Meter breiter Umgang, und der seitliche Zugang wurde umgebaut. Die Theaterbühne wurde näher an die Zuschauer gerückt und das Bühnengebäude durch eine Bühnenschauwand (scenae frons) ersetzt. Die Orchestra blieb unbefestigt.
In spätrömischer Zeit wurde das Theater durch eine Katastrophe zerstört und zunächst aufgegeben. Einige Zeit später wurde es repariert und auf der Orchestra ein würfelförmiger Altar für Tieropfer errichtet. Nun diente es als Versammlungsort für Gottesdienste. In der Spätantike wurden über dem Theater Häuser, Werkstätten und Bäder errichtet.

## Erforschung
Das Theater wurde 1970 zufällig entdeckt und 1972 von dem Archäologen Christos Zafeiri teilweise ausgegraben. Ab 1989 wurde es komplett freigelegt und restauriert. Die Entdeckung war überraschend, da das Theater weder in der antiken Literatur noch in Inschriften Erwähnung fand. Es wurde in der Spätantike verschüttet und geriet in Vergessenheit. Als es aufgefunden wurde, war es von einer 6,50 m dicken Schicht aus Steinen und Lehm bedeckt. Seit 1998 ist es ein Veranstaltungsort für Theateraufführungen und Konzerte innerhalb des Athen und Epidauros Festivals.